# Fifì tamburino
Fifì tamburino (Fifi tambour) è un cortometraggio muto del 1915 diretto da Louis Feuillade.

## Produzione
Il film - un cortometraggio di circa trenta minuti - fu prodotto dalla Société des Etablissements L. Gaumont

## Distribuzione
Distribuito dalla Société des Etablissements L. Gaumont, uscì nelle sale cinematografiche francesi nell'aprile 1915.